# گشت‌وگذار
گشت و گذار، گشت روزانه یا گشت کوتاه یا به صورت خلاصه گَشت، به سفری گروهی و معمولاً کوتاه برای اهداف مختلف از جمله اوقات فراغت، آموزش یا ورزشی گفته می‌شود. گشت می‌تواند بخشی از یک سفر بزرگتر و طولانی مدت باشد. برای مثال کسانی که همراه یک تور گردشگری به کشور یا شهر دیگری سفر می‌کنند ممکن است در هر روز یک گشت روزانه داشته باشند که بخشی از کل سفر محسوب می‌شود. ممکن است هدف گشت متفاوت از سفر اصلی باشد. برای مثال کسی که برای شرکت در یک همایش چند روزه در شهری به سر می‌برد در کنار فعالیت علمی مرتبط با همایش، ممکن است در ساعاتی از روز، گشت کوتاهی برای بازدید از جاهای دیدنی شهر داشته باشد.
شرکت‌های مسافربری ممکن است برنامه‌ها و تخفیف‌های ویژه‌ای برای گشت و گذار داشته باشند.
سفرهای میدانی معمولاً یک روزه و با اهداف آموزشی هستند و گشت‌هایی محسوب می‌شوند که برای بازدید میدانی از مناطقی غیر از محل معمولی سکونت صورت می‌گیرند. مدارس چنین سفرهایی را برای کمک به برنامه آموزشی اجرا می‌کنند.
گشت نظامی ممکن است به معنای اعزام گروهی از نیروهای نظامی به درون یک کشور دیگر بدون اعلام رسمی جنگ باشد.